# Novi Sad
|  | No s'ha de confondre amb Novi Sad (Crimea). |

Novi Sad (en alfabet ciríl·lic Нови Сад i en hongarès Újvidék) és una ciutat del nord de Sèrbia, situada sobre el riu Danubi. És la capital de la província autònoma de Voivodina. Seu de l'antiga institució cultural i científica Matica Srpska, és un gran centre industrial i cultural. Novi Sad significa "Nou Jardí" en serbi.
És la segona ciutat més gran de Sèrbia, situada a la part sud de la conca Pannònica, a la frontera de les regions geogràfiques de Bačka i Sirmia. Flanqueja la vora del riu Danubi, i al nord les muntanyes de Fruška Gora.
Segons el cens de 2022, la població de l'àrea administrativa de la ciutat suma 368.967 habitants, mentre que la seva àrea urbana, inclosos els assentaments adjacents de Petrovaradin i Sremska Kamenica. comprèn 306.702 habitants.

## Història
Novi Sad es va fundar el 1694, quan els comerciants serbis van formar una colònia a través del Danubi des de la fortalesa de Petrovaradin, un lloc militar estratègic dels Habsburg. En els segles següents, es va convertir en un important centre comercial, de fabricació i cultural. Històricament ha estat batejada com l'Atenes sèrbia. La ciutat va ser fortament devastada a la Revolució de 1848, però posteriorment va ser reconstruïda i restaurada. Avui en dia, juntament amb la capital sèrbia de Belgrad, Novi Sad és un centre industrial i financer important per a l'economia sèrbia.
Novi Sad va ser Capital Europea de la Cultura el 2022 i Capital Europea de la Joventut el 2019..

## Persones il·lustres
- Monica Seles (1973), Tenista
- Nemanja Radoja (n. 1993), futbolista